# John Eberson
John Eberson (* 2. Januar 1875 in Czernowitz; † 6. März 1954 in New York City) war ein hauptsächlich in den USA tätiger Architekt, der vor allem Großkinos mit illusionistischer Innengestaltung entwarf. Die gemeinsam mit seinem Sohn Drew Eberson (1904–1989) gegründete und von diesem weiter geführte Firma soll etwa 1.200 Kinosäle gestaltet haben.

## Leben
Eberson besuchte das Gymnasium in Dresden und studierte Elektrotechnik an der technischen Hochschule in Wien. 1901 wanderte er in die USA aus. Sein erster Arbeitgeber war die Johnston Realty and Construction Company in St. Louis (Missouri). Eberson machte sich 1904 selbstständig und verlegte sein Unternehmen 1910 nach Chicago.
Eberson spezialisierte sich auf die Gestaltung von Kinos, zunächst im klassizistischen Stil nach dem Vorbild von Theatersälen. Als erstes Beispiel seiner innovativen „atmosphärischen“ Gestaltung gilt das Orpheum in Wichita. Sein großer Durchbruch  war der Umbau des Hoblitzelle Majestic Kinos in Houston (1923) Eberson schuf hier einen tiefblauen, elektrisch beleuchteten „Sternenhimmel“ mit projizierten Wolkenformationen. Die kulissenhaften Seitenwände simulierten einen mediterranen Hof oder kleinen Platz.
Dieser Kinotyp wurde in den 1920er Jahren sehr populär, und Eberson ließ sich mit seinem Büro 1926 in New York City nieder.
Eberson war berühmt für seine reich und illusionistisch dekorierten Filmpaläste mit Renaissance-, maurischem oder sonstigem exotischen Ambiente. Die meisten seiner Kinos existieren allerdings nicht mehr – einige erhaltene Filmtheater stehen unter Denkmalschutz.

## Werke (Auswahl)

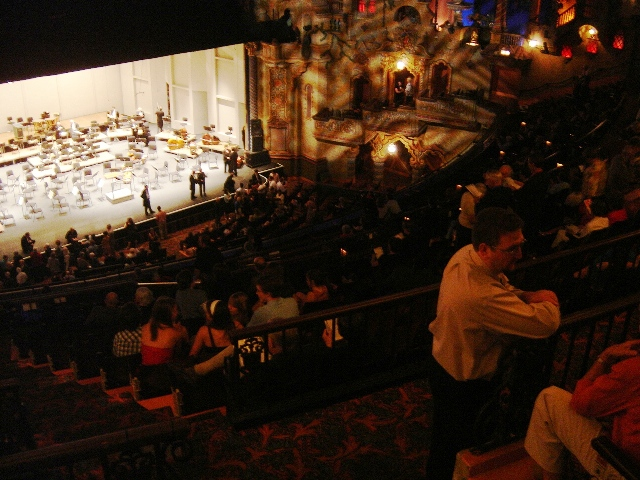
Ebersons Majestic Theatre, erbaut 1929

- 1915: The Paramount Theatre, Austin, Texas
- 1921: The Majestic Theater, Dallas, Texas
- 1922: Orpheum, Wichita, Kansas
- 1922: Indiana Theatre, Terre Haute, Indiana
- 1924: Palace Theater, Gary, Indiana
- 1926: Olympia Theater, Miami, Florida
- 1926: Tampa Theatre, Tampa, Florida; aufgeführt im National Register of Historic Places, 1978.[3]
- 1927: Riviera Theater, Omaha, Nebraska (nach Umbenennung nun Rose Theater)
- 1927: State Theater, Kalamazoo, Michigan
- 1927: Capitol Theatre, Flint, Michigan
- 1928: The Louisville Palace, Louisville, Kentucky
- 1928: Uptown Theater, Kansas City, Missouri
- 1928: Stanley Theater, Jersey City, New Jersey
- 1928: The Palace Theatre, Marion, Ohio
- 1929: Central National Bank in Richmond (Virginia), ein Art-Deco-Wolkenkratzer mit 23 Stockwerken[4]
- 1929: Loew's Akron, Akron, Ohio, (nun Akron Civic Theater)
- 1929: Loew's Paradise Theater (Bronx), New York City, (eines der 5 Loew's Wonder Theaters)
- 1929: Loew's Valencia Theater, Queens New York City, eines der 5 Loew's Wonder Theaters
- 1929: Paramount Theatre, Anderson, Indiana
- 1929: State Theatre, Sydney, Australien. Mit Henry Eli White
- 1929: Majestic Theatre, San Antonio, Texas
- 1931: The Warner Theatre, Morgantown, West Virginia
- 1932: Le Grand Rex, Paris, Frankreich, als beratender Architekt von Auguste Bluysen[5]
- 1938: Lakewood Theater, Dallas, Texas
- 1938: Bethesda Theater, Bethesda, Maryland; aufgeführt im National Register of Historic Places, 1999[3]
- 1938: Silver Theater, Silver Spring, Maryland
- 1938: Schines Auburn Theatre, Auburn, New York; aufgeführt im National Register of Historic Places, 2000.[3]
- 1940: Oswego Theater, Oswego, New York; aufgeführt im National Register of Historic Places, 1988.[3]
- 1946: The Woodlawn Theatre, San Antonio, Texas